# Kinder

Logo della Kinder

Kinder è un marchio commerciale italiano, di proprietà dell'azienda italiana Ferrero S.p.A., che identifica una linea di prodotti dolciari, generalmente a base di cioccolato.
Il marchio, lanciato nel 1968, rappresenta uno dei principali marchi della Ferrero. Il nome deriva dal termine tedesco Kinder, che significa "bambini" poiché il prodotto è pensato principalmente per i bambini.
Il suo slogan, mai modificato dalla fondazione, recita "+ latte - cacao". Recentemente si è affermato anche uno slogan inglese che recita: "a little, a lot" (poco, molto).

## Linee e prodotti

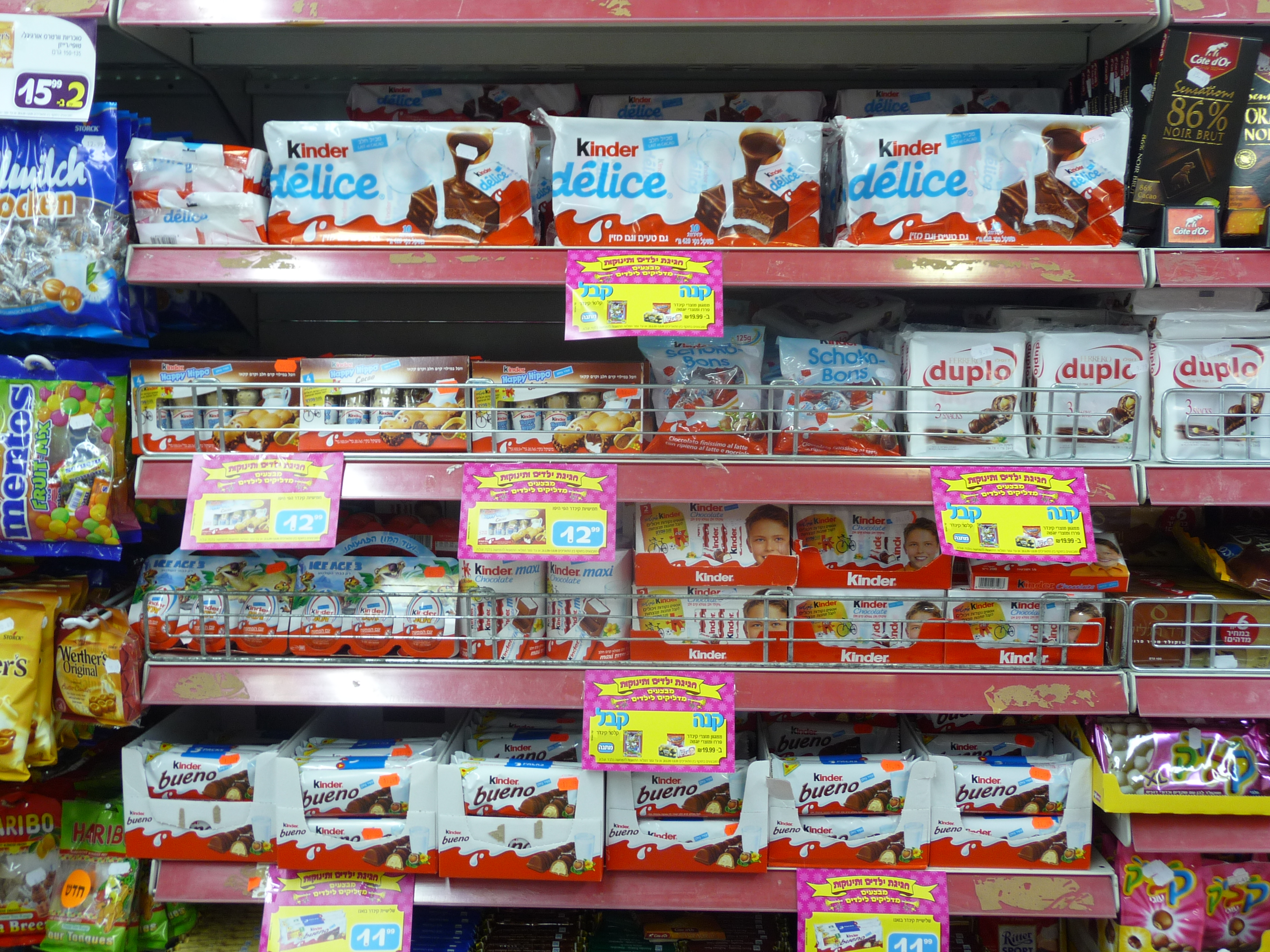
Prodotti Kinder in un supermercato in Israele nel 2009

I prodotti della Kinder sono suddivisi in varie linee, a seconda della morfologia e dalla classificazione dei prodotti.

### Kinder Cioccolato

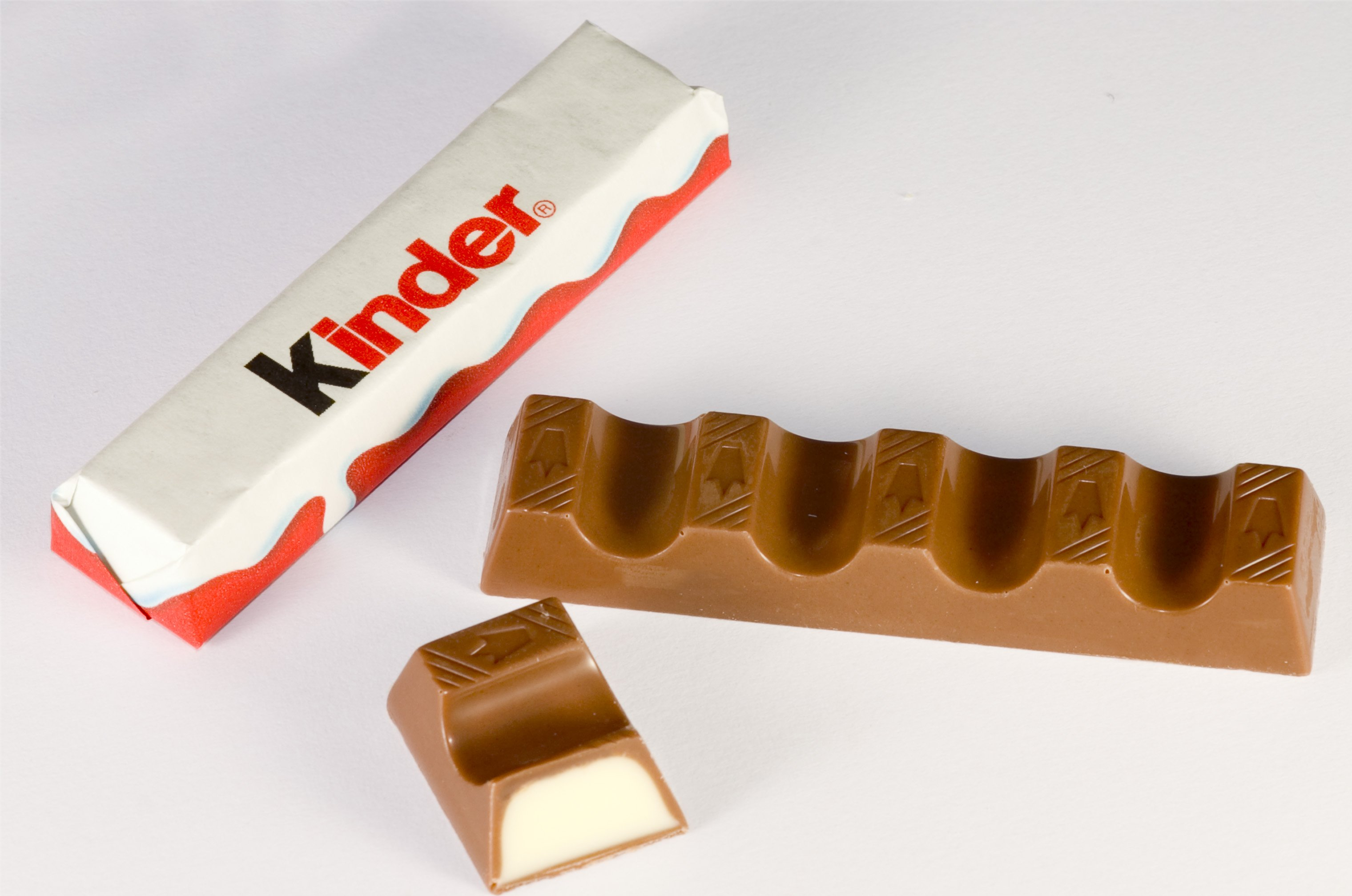
Kinder Cioccolato

Il primo prodotto realizzato con il marchio Kinder: una barretta di glassa al latte ricoperta di cioccolato Kinder. Il successo fu immediato e da allora la Ferrero continuò ad ideare ricette per la creazione di un numero sempre maggiore di prodotti.

#### Kinder Maxi
Versione più grande di Kinder Cioccolato, ogni barretta pesa 21 grammi. Viene prodotto dal 1981.

### Kinder Cereali
Una barretta con la stessa consistenza del Kinder Cioccolato, con la differenza di una forma più larga e l'aggiunta dei cinque cereali. Il peso netto del prodotto è di 21 g ed è uno dei prodotti della linea Kinder pubblicizzati come più sani e nutrizionali. Fu prodotto per la prima volta nel 1976.

### Kinder Bueno

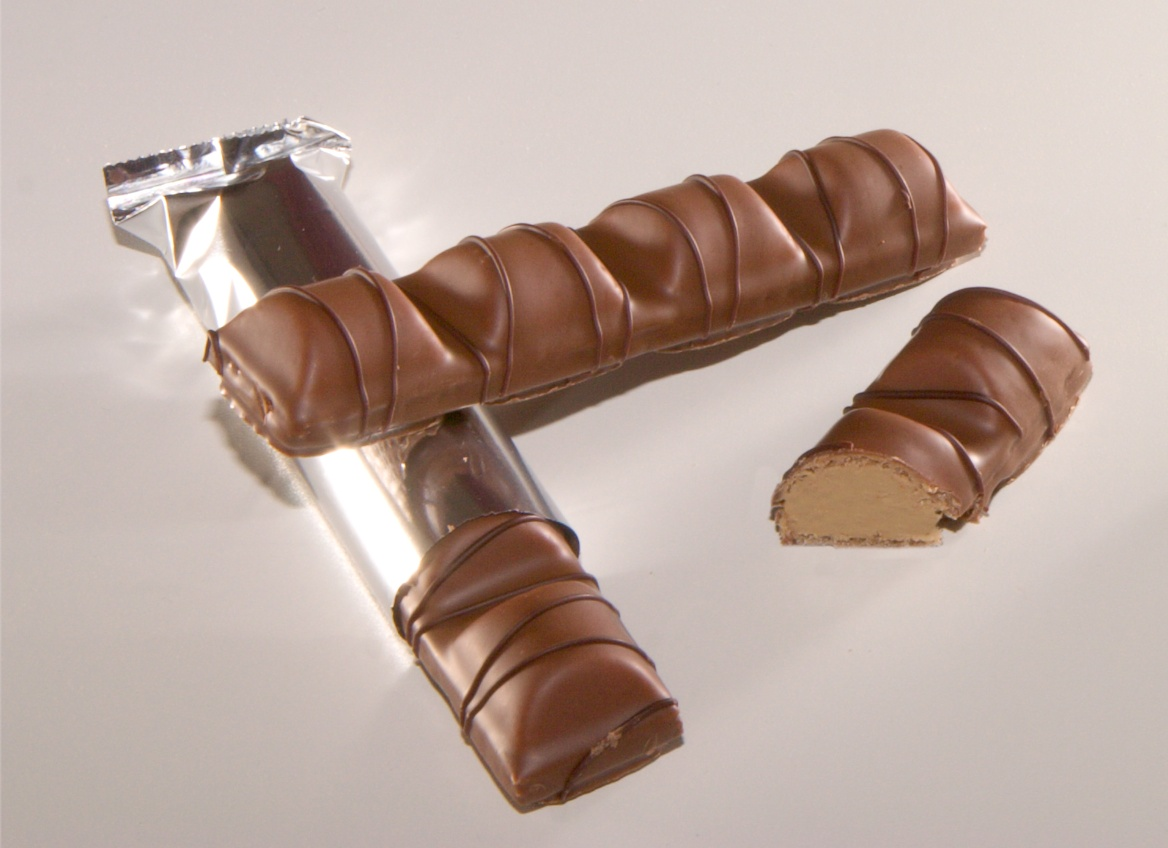
Kinder Bueno

Una confezione di 2 wafer ripieni di cioccolato alle nocciole e ricoperti di cioccolato al latte. Compare nei supermercati nel 1991 ed è il primo prodotto Kinder croccante. Fra i prodotti della linea è ancora oggi uno dei più venduti.

#### Kinder Bueno White
Una variante del Kinder Bueno, ricoperto da una glassa al latte e granella di cacao, entrato in commercio nel 2006 inizialmente come edizione limitata, è poi rimasto stabilmente in listino.

#### Kinder Bueno Dark
È un'altra variante, molto più recente, anch'essa diventata stabile. Identico al classico Kinder Bueno ma il cioccolato è fondente.

#### Kinder Bueno Mini
Versione ridotta del Kinder Bueno.

### Kinder Schoko Bons

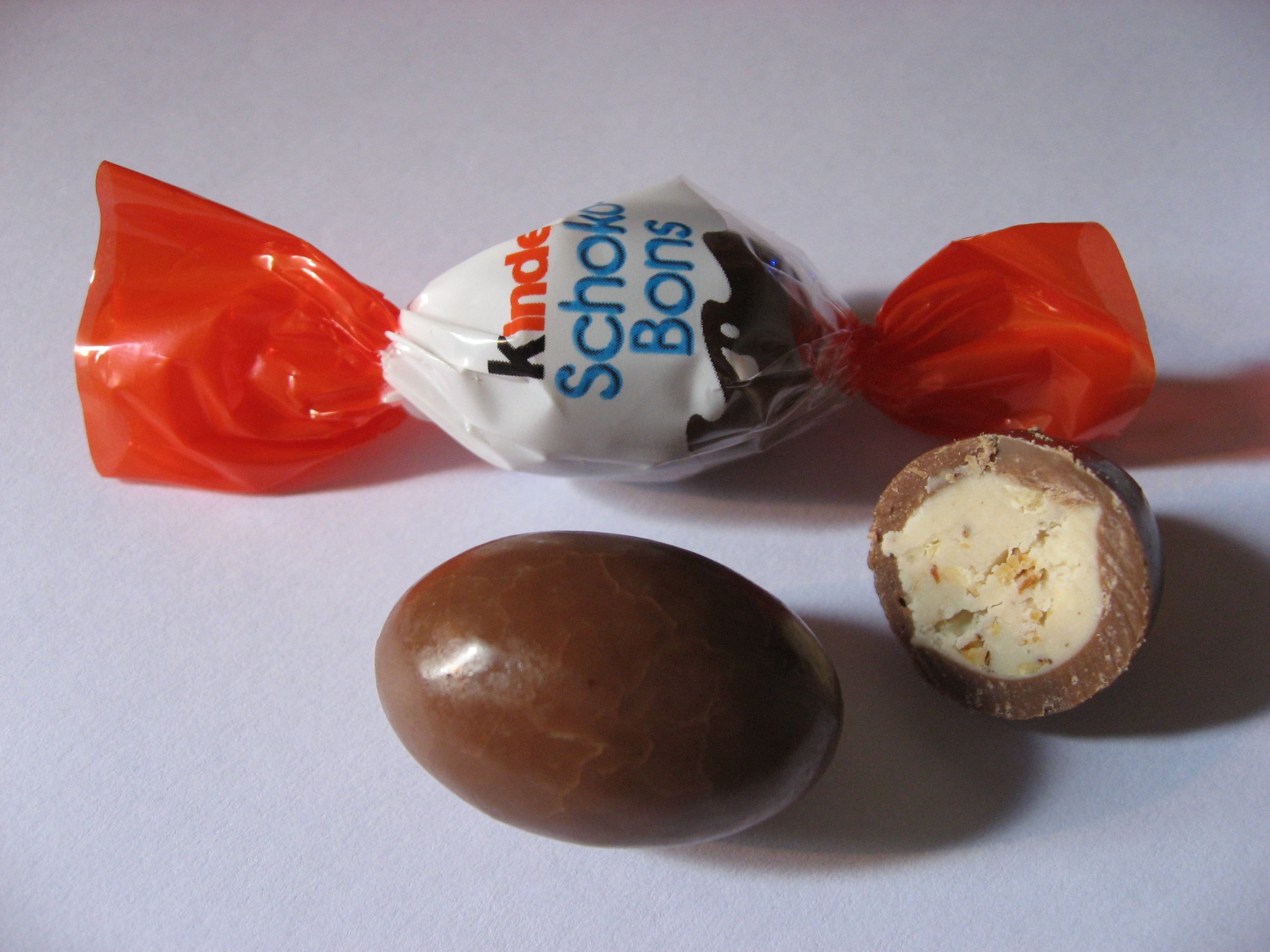
Kinder Schoko Bons

Piccoli ovetti al latte e scaglie di nocciole ricoperti di cioccolato al latte.

### Kinder Sorpresa
Nato nel 1974 da un'idea di Michele Ferrero e di William Salice (che però attribuiva a Ferrero l'effettiva ideazione del prodotto, affermando: «L'inventore è Ferrero, io sono l'esecutore materiale») ha riscosso successo soprattutto presso i bambini grazie ai gadget che è possibile trovare al suo interno, protetti da una solida cupola di plastica per motivi igienici. La cupola di plastica viene a sua volta sigillata dentro un uovo di glassa al latte ricoperto di cioccolato Kinder. Il suo peso netto è di 20 g.

### Kinder Delice
Kinder Delice è una merendina realizzata con due fette di pan di Spagna al cacao, con copertura al cacao e farcita al latte e succo di pera. 

### Kinder Brioss
Merendina prodotta a partire dal 1975 . Realizzata con pan di Spagna farcito con doppio strato di crema al latte, è venduta in confezioni da dieci pezzi. È disponibile anche in versione integrale e in versione Latte e cacao.

#### Varianti
Negli anni sono state proposte anche delle varianti, spesso in "edizione limitata", che hanno affiancato il prodotto principale:
- Kinder Yogo Brioss, con uno strato di crema allo yogurt ed uno di confettura di albicocche.
- Kinder Brioss Frutta, con doppio strato di confettura di albicocche[7].
- Kinder Brioss Frutta Agrumi, con doppio strato di confettura di limoni e arance[8].
- Kinder Brioss Latte Macchiato, con doppio strato di crema al caffè decaffeinato[8][9].

Oltre alla Kinder Brioss la Ferrero produce anche una versione con un pan di Spagna molto più friabile e con singolo strato di farcitura:
- Ferrero Brioss, con ripieno alla confettura di albicocche o ciliegie[10] (in produzione dal 1961)[5][11].
- Ferrero Yogo Brioss, con ripieno allo yogurt[12].
- Ferrero Brioss Cacao Magro e Cereali, con ripieno al cacao[8].
- Ferrero Brioss Cacao e Agrumi, con farcitura al cacao e agrumi[13].

### Kinder Pan e Cioc
Simile al Kinder Brioss, il Kinder Pan e Cioc è rivestito da dei quadratini marroni al cioccolato, per dare l'effetto scacchiera, e all'interno dell'impasto sono presenti delle gocce di cioccolato.

### Kinder Colazione Più
Venne lanciato come Kinder Brioss Cappuccino. Anche questo simile al Kinder Brioss, il Kinder Colazione Più è realizzato da pan di Spagna al gusto di cacao, e all'interno dell'impasto sono presenti i 5 cereali. È disponibile anche in versione integrale.

### Kinder Duo
Kinder Duo è un biscotto con due tavolette di cioccolato, una al latte e bianco. È esclusivo per il mercato francese.

### Kinder Happy Hippo

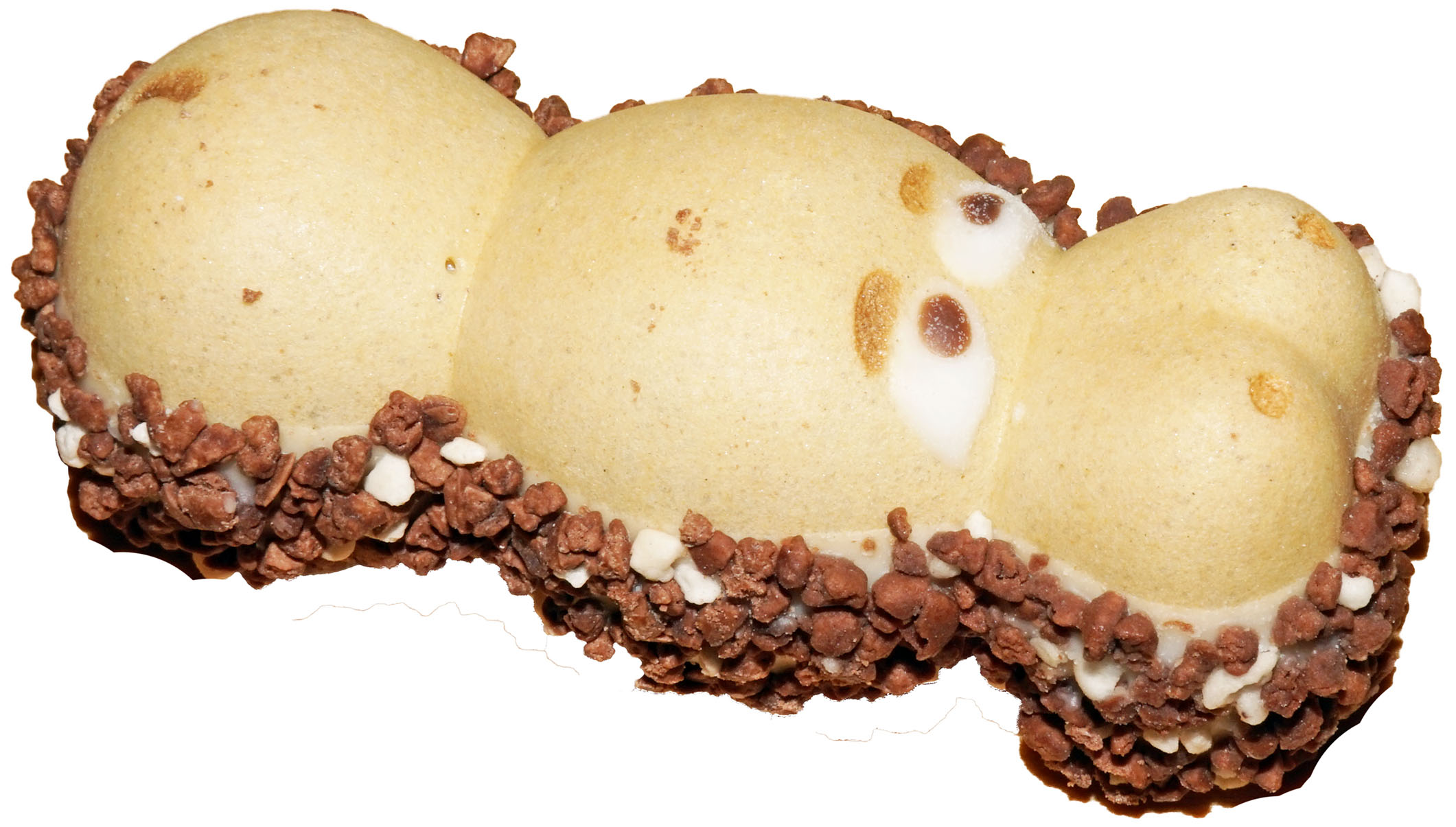
Kinder Happy Hippo

Kinder Happy Hippo è un wafer a forma di ippopotamo, ripieno di crema alla nocciola e decorato con della glassa friabile nella parte inferiore dello snack, la quale può essere al cioccolato al latte o al cioccolato bianco. Durante il primo rilascio in commercio dal 2003, si diffuse anche una versione per l'estate al gusto cocco. Il suo nome deriva dal suo aspetto, ispirato chiaramente a un ippopotamo. Distribuito in diversi paesi, in Italia è stato in commercio dal 2003 fino al 2013, mentre in Australia fino al 2010.
Dal 2021, in entrambi i Paesi è ripresa la distribuzione a cadenza annuale per l'estate..
Tra il 2022 e il 2023 è ripresa la distribuzione regolare nei supermercati italiani, nelle due versione Cacao e Biscuit.

### Linea Fresco

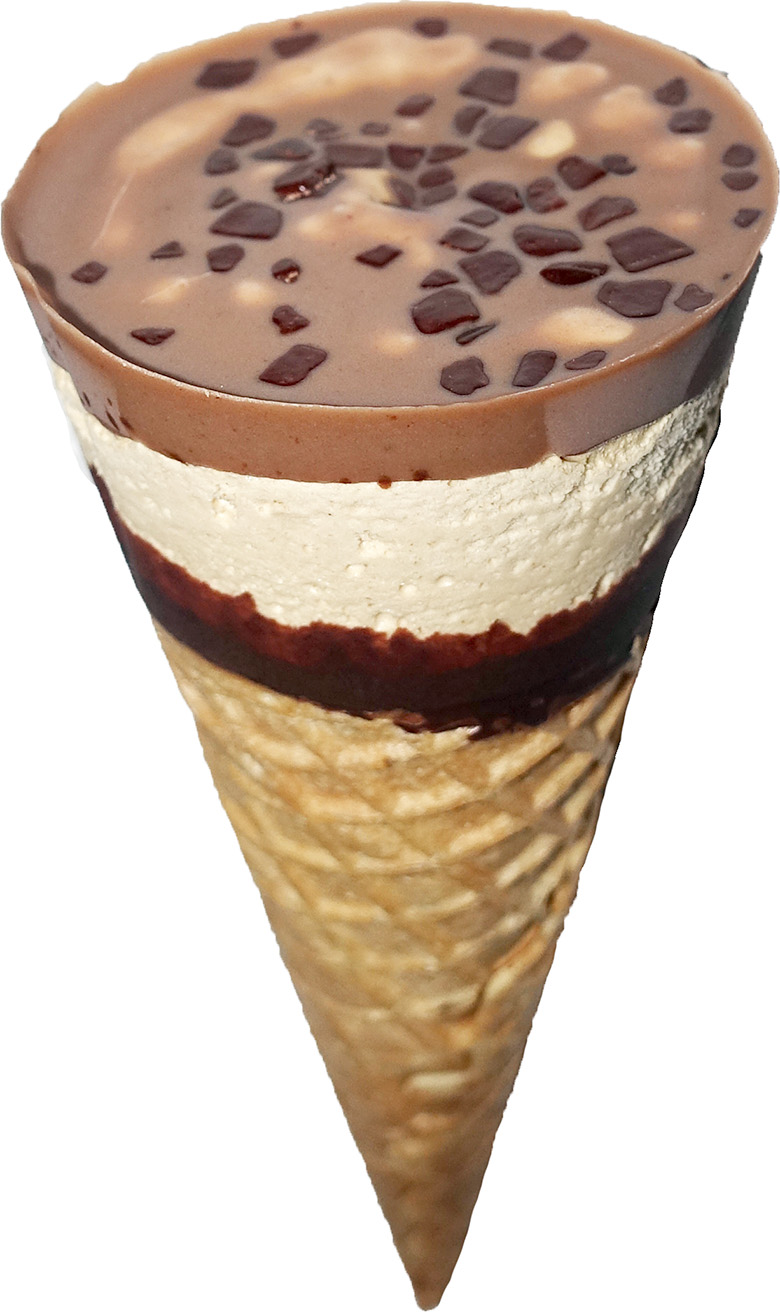
Gelato Kinder Bueno

La Linea Fresco è composta da merendine dolci da conservare in frigorifero e consumare in tempi relativamente brevi a causa della scioglievolezza. Questa linea comprende:
- Kinder Fetta al Latte (1991);
- Kinder Pinguì (1993), disponibile anche al gusto di cocco;
- Kinder Paradiso (1994);
- Kinder Merendero (2002);
- Kinder Choco Fresh (2004);
- Kinder Maxi King (2006).

### Kinder Cards
Si tratta di un particolare biscotto a doppia cialda, di cui una a base di cacao, con una crema al latte e cacao commercializzato dal 2017. All'interno della confezione è possibile trovare un codice per accedere alla fabbrica di cioccolato Kinder.

### Kinder CereAlè
Barretta ai cereali e nocciole o con gocce di cioccolato. La differenza tra le barrette comuni consiste nella forma più corta e larga. Testate durante EXPO 2015, sono entrate in commercio nel 2019.

### Kinder CereAlè Biscotti
Sono disponibili in tre versioni: Nocciola, Gocce di cioccolato fondente, e Cacao.

### Linea Gelati
Recentemente dal 2022, Kinder ha lanciato una linea di gelati derivati dalle sue merendine più famose. Al 2025, sono disponibili: 
- Kinder Bueno.
- Kinder Bueno White.
- Kinder Chocolate Ice-Cream.

### Kinder Joy
È il kinder Merendero con un nuovo nome. Anche questo prodotto presenta una sorpresa all'interno ed è con cioccolato al latte e bianco. Viene venduto in involucro di plastica in sostituzione nei periodi in cui le temperature sono più elevate del classico ovetto Kinder.

### Kinder Plumcake
Al 2024, sono disponibili in due versioni: Yogurt greco, e Cacao con gocce di cioccolato. Nel 2025 la versione al cacao è stata sostituita con quella alla carota e granella di mandorla.

### Kinder Kornetti
Disponibili in due versioni: Pesca e albicocca, e Cioccolato.

### Kinderini
Kinder Kinderini sono biscotti lanciati sul mercato nell'ottobre 2023 da Kinder.
La forma dei biscotti ricorda un ovetto Kinder caratterizzati da faccine impresse sul fronte di essi che rappresentano un assortimento di emozioni tramite espressioni.
Il biscotto è formato da un doppio strato di frolla classica sopra e al cacao sotto. Le varie faccine decorative sono create con cioccolato Kinder e glassa al latte.
Un prodotto che per la loro caricatura, dal packaging al biscotto in sé, è reso accattivante e pensato per i bambini.

### Kinder Crunchy cookies
Sono biscotti con gocce di cioccolato al latte lanciati per la prima volta nel 2022 in alcuni supermercati selezionati della Germania in funzione di area test, allargandone la distribuzione nell'aprile 2024 nel mercato francese. 

## Il bimbo Kinder
Il "bimbo Kinder" è il bambino il cui volto è raffigurato sulla parte destra delle confezioni di Kinder Cioccolato. In passato veniva usata un'immagine (ritoccata più volte) del tedesco Günter Euringer, sostituito intorno al 2006 dall'italiano Matteo Farneti. Nel 2009 la Ferrero ha organizzato un concorso per bambini tra i 4 e gli 8 anni per diventare "bimbo Kinder" per un breve periodo di tempo.

## Tradizioni
Solitamente i massimi volumi di vendita dei prodotti si realizzano nei periodi di festività quali Pasqua e Natale.
Durante il periodo di Pasqua vengono prodotte uova di cioccolato di varie dimensioni, sul modello dal celebre ovetto Kinder Sorpresa.
Nel periodo natalizio la Ferrero è solita realizzare i prodotti classici in speciali confezioni decorative per l'albero di Natale e anche vari calendari dell'avvento.

## Edizioni limitate
Nella collezione di prodotti Kinder non mancano le edizioni limitate, prodotti solitamente multifunzionali. Di seguito è elencata la lista:
- Cioccolibri: Libri per bambini della collana Il battello a vapore allegati ad una confezione di Kinder Cioccolato da 16 pezzi. È un'idea nata per stimolare l'attività della lettura nei bambini.
- Kinder Friends: Raccolta di Kinder Bueno, Kinder Cioccolato, Kinder Cereali e Kinder Schoko Bons in una piccola scatolina di cartone, sotto forma di piccoli snack. Ve n'è anche una versione ridotta.
- Mezzo metro Kinder: Tre confezioni di Kinder Cioccolato da 8 barrette l'una disposte longitudinalmente, confezionate a loro volta in un imballaggio che ha la funzione di righello.
- Kinder Bueno Dark: una variante del Kinder Bueno, al cioccolato fondente.

## Cartoni animati

### Kinder e Ferrero Multimedia Production
Kinder e Ferrero Multimedia Production è stata una divisione dell'azienda dedicata alla produzione di film animati, dei mediometraggi nello specifico, realizzati dal 2001 al 2008. Essi venivano pubblicati a cadenza annuale (prima uno e poi due film all'anno) e distribuiti attraverso le merendine della linea Kinder & Ferrero.
I primi 6 film venivano distribuiti su VHS, poi in seguito anche in Video CD (un precursore del DVD; questo formato video basato su CD-ROM contiene un lettore multimediale realizzato con Macromedia Director per la visualizzazione del film sul computer) e successivamente in DVD. 
Sempre nelle confezioni di merendine, per pubblicizzarne i prodotti, vennero distribuiti anche degli advergames per PC, dei gadget e delle statuette in plastica riproducenti i personaggi dei film, solitamente aventi le stessi caratteristiche uniche rappresentate nei film (ad esempio, cambiavano colore se li toccavi con le mani, si illuminavano al buio, ruotavano su sé stessi se avvicinati tra di loro e simili).
Sul sito ufficiale è stato creato un altro video animato dal titolo I Nut-Nut e il segreto della Nutella, pubblicato nel Natale 2006, con lo scopo di sponsorizzare appunto la nota crema di nocciole e cacao.
Non sono da considerare film ufficiali nella serie Aida degli alberi e Totò Sapore e la magica storia della pizza (lungometraggi di animazione di Lanterna Magica già distribuiti al cinema), e il primo episodio della stagione bonus di Monster Allergy (serie televisiva della Rainbow), sebbene questi sono stati anch'essi fortemente sponsorizzati dalla Ferrero con film, gadget e pupazzi.

#### I film
| Titolo                                  | Anno | Soggetto        | Sceneggiatore                  | Musicista                  | Produttore          | Produttore esecutivo               | Regista                                              | Studio di produzione       |
| --------------------------------------- | ---- | --------------- | ------------------------------ | -------------------------- | ------------------- | ---------------------------------- | ---------------------------------------------------- | -------------------------- |
| I Magotti e la pentola magica           | 2001 | Roberto Piumini | Bianca Pitzorno                | Daniele Cestana            | —                   | Roberto Buttafarro Silvio Pautasso | Anthony LaMolinara Giorgio Valentini Silvio Pautasso | Harold S.p.A. Motus S.r.l. |
| I Lunes e la sfera di Lasifer           | 2002 | Roberto Piumini | Marcello Vitanza               | Mauro Pagani               | —                   | Roberto Buttafarro Silvio Pautasso | Giorgio Valentini Silvio Pautasso                    | Harold S.p.A. Motus S.r.l. |
| I Magicanti e i tre elementi            | 2003 | Roberto Piumini | Marcello Vitanza               | Mauro Pagani               | —                   | Roberto Buttafarro Silvio Pautasso | Giorgio Valentini Silvio Pautasso                    | Harold S.p.A. Motus S.r.l. |
| I Roteò e la magia dello specchio       | 2004 | Roberto Piumini | Giancarlo Di Giovine           | Angelo Poggi Giovanni Cera | Alberto Ventafridda | Marco Marcolini                    | Alessandro Belli                                     | The Animation Band         |
| Gli Animotosi nella terra di Nondove    | 2005 | Filippo Fiocchi | Filippo Fiocchi                | Angelo Poggi Giovanni Cera | Alberto Ventafridda | Marco Marcolini                    | Alessandro Belli                                     | The Animation Band         |
| I Lampaclima e l'isola misteriosa       | 2006 | Roberto Piumini | Filippo Fiocchi                | Angelo Poggi Giovanni Cera | Francesco Sulpizi   | Gianluca Bellomo                   | Maurizio Forestieri                                  | Cartoon One                |
| Gli Skatenini e le dune dorate          | 2007 | Filippo Fiocchi | Filippo Fiocchi                | Angelo Poggi Giovanni Cera | Francesco Sulpizi   | Gianluca Bellomo                   | Maurizio Forestieri                                  | Cartoon One                |
| Gli Smile and Go! e il braciere bifuoco | 2007 | Filippo Fiocchi | Filippo Fiocchi                | Angelo Poggi Giovanni Cera | Cristina Lo Giudice | Pietro Bezza Cristina Fiumara      | Maurizio Forestieri                                  | Magnolia Neo Network       |
| La Pallastrike sull'Isola di Pasqua     | 2008 | Filippo Fiocchi | Filippo Fiocchi                | Angelo Poggi Giovanni Cera | Cristina Lo Giudice | Pietro Bezza Cristina Fiumara      | Maurizio Forestieri                                  | Magnolia Neo Network       |
| Gli Straspeed a Crazy World             | 2008 | Filippo Fiocchi | Filippo Fiocchi Matteo Valenti | Angelo Poggi Giovanni Cera | Cristina Lo Giudice | Pietro Bezza Cristina Fiumara      | Maurizio Forestieri                                  | Magnolia Neo Network       |

### Magic Kinder
Esistevano poi nove titoli (cinque mediometraggi, tre cortometraggi e una serie televisiva), distribuiti esclusivamente nelle confezioni speciali dei Kinder Sorpresa, atti a sponsorizzare alcune delle sorprese distribuite negli stessi ovetti di cioccolato. A questi si aggiunge anche un DVD contenente alcuni episodi della serie televisiva animata Mostri e pirati, intitolato Mostri & Pirati - L'avventura, distribuita invece nelle merendine della linea Kinder & Ferrero.
A differenza dei cartoni Kinder e Ferrero, alcuni di questi sono stati distribuiti anche fuori dall'Italia. La loro intera produzione fu ad opera della divisione Magic Production Group S.A. (MGP), che si occupa della realizzazione delle sorpresine degli ovetti.

#### I film
| Titolo originale                  | Anno | Soggetto             | Sceneggiatore                         | Musicista          | Produttore            | Produttore esecutivo      | Regista             | Studio di co-produzione |
| --------------------------------- | ---- | -------------------- | ------------------------------------- | ------------------ | --------------------- | ------------------------- | ------------------- | ----------------------- |
| I Cavallegri                      | 2004 | —                    | David Frati Luca Boschi               | Roberto Frattini   | —                     | Graziano Mario Sforza     | Maurizio Forestieri | Urbis Films             |
| Monster Hotel                     | 2005 | François Corteggiani | François Corteggiani Michel Fuzellier | Roberto Frattini   | Graziella Loi         | Franco Serra Fulvia Serra | Michel Fuzellier    | Gertie S.r.l.           |
| I Piramolli                       | 2005 | —                    | Michel Fuzellier Paola Ducci          | Patrizio Fariselli | Graziella Loi         | Franco Serra              | Michel Fuzellier    | Gertie S.r.l.           |
| La città delle note               | 2005 | François Corteggiani | Michel Fuzellier                      | Patrizio Fariselli | Graziella Loi         | Franco Serra              | Michel Fuzellier    | Gertie S.r.l.           |
| Piccoli pompieri                  | 2005 | Maurizio Forestieri  | Maurizio Forestieri                   | Roberto Frattini   | —                     | Graziano Mario Sforza     | Maurizio Forestieri | Urbis Films             |
| Magic Sport - Il calcio magnetico | 2006 | Dario Colombo        | Marco Beretta Maurizio Forestieri     | Roberto Frattini   | —                     | Graziano Mario Sforza     | Maurizio Forestieri | Urbis Films Mondo TV    |
| Magic Lessons                     | 2006 | François Corteggiani | François Corteggiani Michel Fuzellier | Patrizio Fariselli | —                     | Franco Serra              | Michel Fuzellier    | Gertie S.r.l.           |
| Magic Sport 2                     | 2008 | —                    | Luca Blengino Francesco Artibani      | Roberto Frattini   | Gian Claudio Galatoli | —                         | Maurizio Forestieri | Mondo TV                |

#### Serie TV
- Mostri & pirati (2008-2014; due stagioni)